# Mattighatta, Tiptur
Mattighatta là một làng thuộc tehsil Tiptur, huyện Tumkur, bang Karnataka, Ấn Độ.